# Hermann Tüchle
Hermann Tüchle (* 7. November 1905 in Esslingen am Neckar; † 22. August 1986 in Fürstenfeldbruck) war ein deutscher Kirchenhistoriker.

## Leben
Hermann Tüchle wurde 1905 in Esslingen als Sohn eines Lokomotivführers geboren. Er studierte an der Katholisch-Theologischen Fakultät der Universität Tübingen und bestand 1929 das Examen mit „ausgezeichnet“. Am 5. April 1930 wurde er zum Priester geweiht und war danach mehrere Jahre als Vikar tätig.
1935 wurde er beurlaubt, um weiterstudieren zu können. 1937 wurde er mit einer von Karl Bihlmeyer betreuten und magna cum laude benoteten Dissertation über die Kirchenpolitik des Herzogs Karl Alexander von Württemberg in Tübingen zum Doktor der Theologie promoviert. Im selben Jahr wurde er zum Repetenten ernannt. 1940 habilitierte er sich mit einer Arbeit über die Kirch- und Altarweihen im Bistum Konstanz. Danach war er wieder Seelsorger. Von 1941 bis 1945 war er Pfarrverweser in Kirchhausen bei Heilbronn, als Vertreter für Pfarrer Franz Geiger (1905–1993), der im Konzentrationslager Dachau inhaftiert war. Im September 1945 übernahm Tüchle wieder seine Repetentenstelle in Tübingen.
1946 wurde Tüchle von der Universität Tübingen zum Privatdozenten für die „Kirchengeschichte Schwabens“ ernannt, 1948 zum außerplanmäßigen Professor. Im Dezember 1950 erhielt er einen Ruf auf die Professur für Kirchengeschichte in Paderborn. 1952 wurde er schließlich als Nachfolger von Franz Xaver Seppelt zum Professor für Kirchengeschichte des Mittelalters und der Neuzeit an der Katholisch-Theologischen Fakultät der Universität München berufen.
Die dreibändige Kirchengeschichte, die auf das Lehrbuch der Kirchengeschichte von Franz Xaver Funk aufbaute und die er mit seinem Doktorvater Karl Bihlmeyer verfasste, wurde zu einem Standardwerk und als „Bihlmeyer-Tüchle“ bekannt. Sie erschien in zahlreichen erweiterten und überarbeiteten Auflagen und wurde ins Englische, Französische, Italienische, Polnische, Portugiesische und Spanische übersetzt.
Tüchle lehrte bis zu seiner Emeritierung 1971 in München. Seiner schwäbischen Heimat blieb er verbunden, unter anderem als Vorstandsmitglied des Geschichtsvereins der Diözese Rottenburg-Stuttgart. Er wohnte in Gröbenzell und wirkte dort bis in seine letzten Lebensjahre als Seelsorger.

## Ehrungen
1975 wurde Tüchle zum Päpstlichen Ehrenprälat ernannt. 1986 erhielt er die Landesverdienstmedaille des Landes Baden-Württemberg.

## Schriften
- Die Kirchenpolitik des Herzogs Karl Alexander von Württemberg (1733–1737). Triltsch, Würzburg 1937.
- Dedicationes Constantienses. Kirch- und Altarweihen im Bistum Konstanz bis zum Jahre 1250. Herder, Freiburg 1949.
- Zur Friedenspoltitik Pius’ XII. Kerle, Heidelberg 1949.
- Kirchengeschichte Schwabens. Die Kirche Gottes im Lebensraum des schwäbisch-alamannischen Stammes, Band 1, Stuttgart 1950; Band 2, Stuttgart 1954.
- Bihlmeyer-Tüchle, Kirchengeschichte. Ferdinand Schöningh Verlag, Paderborn 1955.
  - Band 1: Das christliche Altertum.
  - Band 2: Das Mittelalter.
  - Band 3: Die Neuzeit und die neueste Zeit.
- Carlo Steeb. Der Samariter von Verona. Schwabenverlag, Stuttgart 1968.
- mit Adolf Schahl: 850 Jahre Rot an der Rot, Geschichte und Gestalt. Neue Beiträge zur Kirchen- und Kunstgeschichte der Prämonstratenser-Reichsabtei. Thorbecke, Sigmaringen 1976, ISBN 3-7995-4012-1.
- Aus dem schwäbischen Himmelreich. Religiöse Gestalten des Schwabenlandes. Süddeutsche Verlagsgesellschaft, Ulm 1977, ISBN 3-88294-007-7.
- Die Barmherzigen Schwestern von Untermarchtal. Zur 125jährigen Tätigkeit der Vinzentinerinnen im Bistum Rottenburg-Stuttgart. Schwabenverlag, Ostfildern 1983, ISBN 3-7966-0579-6.
- Elisabeth Achler, die Gute Beth. Stadtarchiv Bad Waldsee, Bad Waldsee 1984.